# Karlsplatz (Wenen)

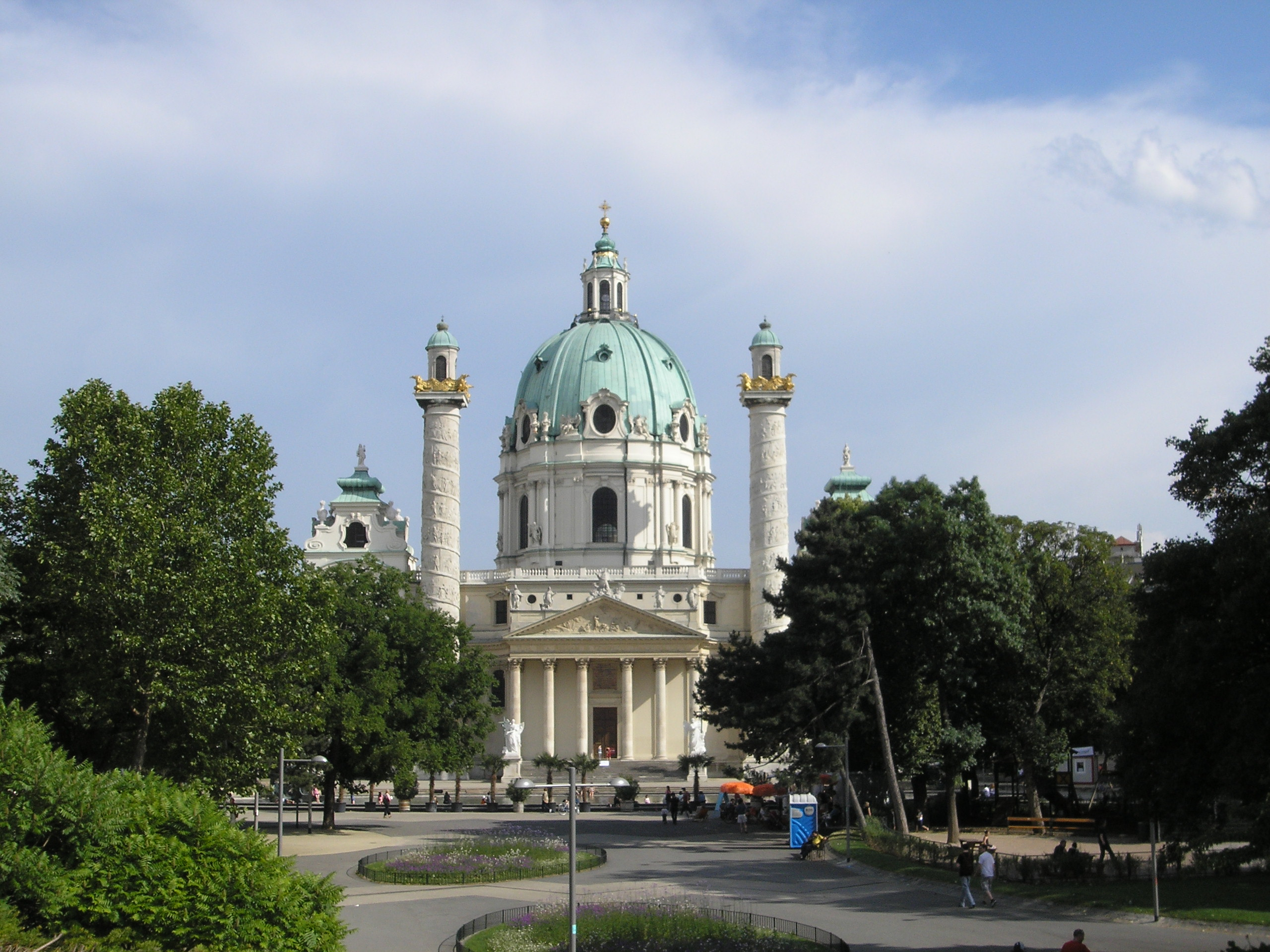
Karlsplatz en de Karlskirche

Karlsplatz is de naam van een plein in Wenen. Het plein ligt ten zuiden van de Ringstraße zodat het niet meer tot het oude centrum kan worden gerekend (1e district). Onder dit plein ligt het belangrijkste knooppunt van metrolijnen in Wenen (U1, U2 en U4 komen hier samen). De twee paviljoens op het plein zijn de uitgangen van het metrostation. Aan dit plein liggen tevens de Karlskirche en de Technische Hogeschool. Daarnaast is er op het plein een skateparkje. Het gebouw van de Wiener Musikverein ligt tegenover het plein.